# Dương Ngộ Xuân
Dương Ngộ Xuân (giản thể: 杨遇春; phồn thể: 楊遇春; bính âm: Yang Yuchun, 1760 - 3 tháng 4 năm 1837) tự Thời Trai (时斋), người Sùng Châu thuộc Tứ Xuyên, là một danh tướng có công bình định nhiều cuộc nổi dậy thời nhà Thanh trong lịch sử Trung Quốc.

## Cuộc đời
Dương Ngộ Xuân sinh vào năm Càn Long thứ 25 (1760), từ 6 tuổi đã bắt đầu đọc sách, nhưng đến 17 tuổi thì chuyển sang tập võ vì gia cảnh sa sút. Đến năm Càn Long thứ 44 (1779), ông thi đỗ Cử nhân trong cuộc thi võ của triều đình, được nhậm chức Tài quan của Tứ Xuyên. Trong suốt những năm Càn Long, ông nhiều lần đi chinh chiến nhiều nơi cùng Phúc Khang An, được thăng chức làm Thủ bị. Năm Càn Long thứ 60 (1795), ông đến Quý Châu để trấn áp cuộc nổi dậy của người Miêu. Năm Gia Khánh thứ 2 (1797), ông theo Ngạch Lặc Đăng Bảo đến Hồ Bắc, liên tục chiến đấu ở Tần Thục, bình định cuộc nổi loạn của Bạch Liên Giáo; đến năm thứ 18 ông trở thành Tham tán đại thần, theo Na Ngạn Thành đàn áp Khởi nghĩa Thiên Lý Giáo, đánh hạ huyện Hoạt. Năm Đạo Quang thứ 5 (1825) ông nhậm chức Tổng đốc Thiểm Cam, năm sau lại xuất quân bình định đợt phản loạn của Trương Cách Nhĩ. Sau đó, ông vì lớn tuổi mà xin từ chức, được phong làm Nhất đẳng Chiêu Dũng hầu; sau khi qua đời được ban thụy Trung Vũ.

## Ảnh hưởng
- Năm 1850, Thái Bình Thiên Quốc cũng sử dụng tôn giáo đẻ cưỡng chế quần chúng nổi dậy, Tăng Quốc Phiên đã nghiên cứu quá trình Dương Ngộ Xuân bình định Bạch Liên Giáo để lập ra một chiến lược để bình định Thái Bình Thiên Quốc.

## Gia đình
- Con trai: Dương Quốc Trinh, tập tước Chiêu Dũng hầu đời thứ 2, từng nhậm chức Bố chính sứ Hà Nam, và làm đến Tổng đốc Mân Chiết.
- Cháu nội: Dương Hân, tập tước Chiêu Dũng hầu đời thứ 3, tổ chức quân đội Chiêu Dũng để đàn áp cuộc khởi nghĩa ở Tứ Xuyên và tử trận.